# Yalova (tartomány)
Yalova tartomány Törökország egyik tartománya a Márvány-tengeri régióban, székhelye Yalova városa. Keleten Kocaeli, délen Bursa határolja. 1995-ig İstanbul tartomány része volt. Itt született Şebnem Ferah énekesnő.

## Képek

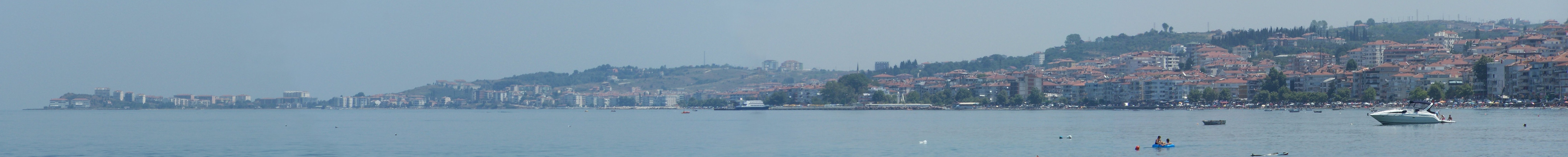
Çınarcık panorámaképe

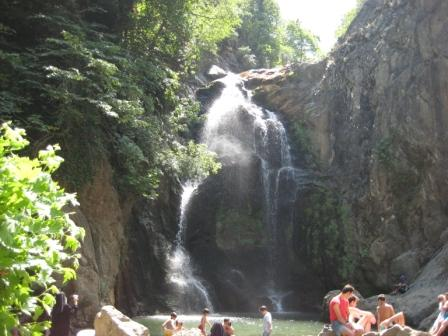
Vízesés

## Körzetei
A tartománynak hat körzete van:
- Altınova
- Armutlu
- Çiftlikköy
- Çınarcık
- Termal
- Yalova